# La Maison du silence (Pamuk)
La Maison du silence (Sessiz Ev) est le deuxième roman de l'écrivain turc Orhan Pamuk, paru en 1983.

## Résumé
Été 1980, une famille passe quelques jours de vacances, une semaine écourtée, à Fort-Paradis, près de Gebze et d'Izmit, Kocaeli (province), Golfe d'Izmit, Région de Marmara, à une heure en voiture d'Istanbul, dans une vieille maison, mal entretenue.
C'est une pause silencieuse parmi les premiers habitants de Fort-Paradis.
Puis, la situation politique et sociale se durcit, et exige la fin des vacances...

## Personnages
- Dr Sélahattine Darvinoglou (1881-1942), médecin, exilé à Fort-Paradis pour opinions politiques,
  - la Dame, Fatma, épouse et veuve, (1890 ?), 90 ans,
- Dogan, Nanant Darvanoglou (1915-1967), fils unique de la Dame, sous-préfet,
  - Gul (1922-1964), épouse, pauvre petite fille si fade, si pâle, une petite bien insipide qui avait peur de manger (p. 105),
- Farouk (1947-), fils de Dogan et Gül, historien (avec thèse), chargé de cours à l'université, menant des recherches aux archives de la sous-préfecture, alcoolique, divorcé, et dont l'épouse est remariée,
- Nilgune, sœur de Farouk, étudiante, progressiste,
- Métine, frère de Farouk, fin de lycée, occidentalisé, incertain,
- Ismaïl Karatache (Tête noire), vendeur de billets de loterie, fils de Sélahattine et de la servante,
  - Hassan, fils unique, fin de lycée, avec problèmes en mathématiques et anglais, enrôlé anti-progressiste,
- Rédjeb Karatache, nain, horrible nabot stupide (p. 104), l’oncle Rédjeb, homme à tout faire de Fatma,
- Les amis de Métine : Védat, Tourgay, Mehmet, Touran, Fikret, Fournda, Djeylane, Zaynep, Faf (Fahrnissa), Hulya...,
- Les amis de Hassan : les Idéalistes, Djemil, Serdar, Moustafa, et autres jeunes fascistes,
- Les amis de Rédjeb : Nevzat, tante Djennet, M. Sitkiu, M. Kémal...

## Composition
Le récit est porté par cinq personnages-narrateurs, témoignant de l'avancée de l'histoire (de cette semaine, de cette famille, de cette région du monde), chacun (par chapitre) de son point de vue (globalement), en monologue intérieur évidemment très partial :
- Fatma : 2, 7, 11, 16, 23, 29, 32,
- Rédjeb : 1, 6, 13, 19, 27, 30,
- Farouk : 4, 9, 14, 18, 24, 28,
- Métine : 5, 10, 15, 21, 25,
- Hassan : 3, 8, 12, 17, 20, 22, 26, 31.

Chacun se sent seul, différent, incompris, porteur d'une personnalité (double) brimée, inécouté, demandeur de conversation compréhensive et amicale (savoir s'écouter l'un l'autre, quelqu'un avec qui je puisse parler et qui m'écoute), demandeur d'inscription sociale positive, donc exigeant et peu capable d'entrer en résonance durablement.

## Individualités
La pagination correspond à l'édition de poche.

### Fatma
À 14-16 ans, elle fréquente la très bonne/haute société stanbouliote, se lance dans la lecture de Monte Christo, et rencontre son futur mari : il ne cessait de parler, ce démon (p. 426).
Un mariage est arrangé avec ce jeune médecin, vers 1905.
Vers l'âge de 30 ans, en 1910, elle accompagne son mari en exil : 70 ans dans la même maison, dont 40 de veuvage, et d'aiguilles à tricoter.
Le médecin a vite été délaissé, certes très impliqué, mais trop ouvert, prosélyte républicain, scientiste, moderne, rationaliste, anti-religieux (ou anti-superstition), dérangeant, accusé d'impiété ou d'athéisme.
Fatma elle-même, traditionaliste, anti-péché, accusée de frigidité ou de froideur, et qui aurait tant voulu rester une petite fille, éprouve vite du dégoût et du mépris pour cet avorton sournois, qui se réfugie auprès de la servante, dans la cabane au fond du jardin.
Progressivement, elle s'est repliée sur son refuge, la chambre, l'armoire, le coffre à bijoux, dont elle est forcée de se séparer progressivement (auprès du joaillier juif Avram) pour financer la famille : toute ma vie dans le chagrin et la souffrance (p. 91)
Je ne veux pas que mes souvenirs soient souillés (p. 302). Elle est désormais globalement seule, à prêter l'oreille : mer, grillons, guêpes, pendule, trains (que le monde reste là, de l'autre côté (de la persienne) (p. 28)). Elle se méfie de sa famille en vacances : ils rient, c'est pour être flouée que j'écouterai les quelques paroles futiles qu'ils prononcent). Elle se croit, se veut et est considérée comme exigeante, impitoyable, cruelle : le temps s'est arrêté, parfois, quand je flotte entre les sommeil et le réel (p. 472). Elle est simplement infecte avec Rédjeb.

### Sélahattine
Le brillant docteur en médecine est francophone (Rousseau, Voltaire, Diderot), pro-occidental, européaniste, rationaliste, incroyant militant, mécréant (le diable) prosélyte, auprès de ces masses stupides et ces salauds d'Istanbul.
Trop critique envers le parti Union et Progrès (UP) et les Jeunes-Turcs, il est à 30 ans invité à quitter Istanbul, sous la menace d'avoir à connaître les prisons de Sinop.
Il subit le retrait, le dégoût et le désintérêt de Fatma, le mépris des autres.
Il s'éprend de la servante, avec qui dans la cabane il fait deux enfants illégitimes.
Il est obligé d'accepter l'évacuation de la servante et des deux enfants.
Il est ravi d'accepter le retour d'Ismaïl et de Rédjeb, par l'action de Dogan, et pour le plus grand bien (malgré tout) de Fatma.
Grand lecteur, dans son exil, il s'attelle au projet, resté inachevé, d'une encyclopédie en 48 tomes (ou 54), à rédacteur unique.
Il s'agit de cueillir le fruit de la connaissance contre toute forme d'obscurantisme (oriental).
L'objectif est l'État laïque et l'Istanbul du futur (p. 33), le paradis radieux de l'avenir (p. 304).
De cette quête il reste, dans un recoin de la buanderie, un crâne dans une sorte de chiffon.
Il finit par abandonner sa production, se réfugie dans l’alcool, le raki.
Quelques mois avant sa mort, il fait l'expérience de la mort, de la peur, du néant à venir.
La plupart des documents sont brûlés par Fatma, quelques mois après sa mort : enfantillages, fatras, collections, puérilités selon elle.

### Dogan
Il fréquente l'école française, puis une grande école. Il ne devient hélas ni ingénieur ni commerçant, mais simplement sous-préfet, dont il finit par démissionner.

### Rédjeb
Sa double situation de nain et d'homme à tout faire de la Dame en fait un homme tristement solitaire, dévalorisé.
Refusant la télévision qui s'impose partout, il préfère les sorties en solo (faute de mieux) au cinéma.
Il a reçu de son père (et conserve peut-être) une liste des principales lacunes de notre pays.

### Farouk
Divorcé de Selma, il possède une voiture Anadol.
Il mène des recherches (méprisées par ses collègues) aux archives de la sous-préfecture (sur la peste), projette un livre sur le Boudak (du XVIe siècle) (rêve de 30 ans), retrouve les ruines de l'ancien caravansérail (qui a servi alors de retraite aux pestiférés), lit Les Voyages d'Evliya Çelebi.
Il boit déjà beaucoup trop, se sent mal à l'aise, et cultive ce malaise : des vers dans mon cerveau.

### Nilgune
Nilgune est un petit chat prudent, méticuleux, attentif (p. 79, selon Rédjeb).
Elle lit le quotidien Cumhuriyet, au moins jusqu'à ce qu'elle soit agressée.

### Métine
Il se sait non riche, se veut intelligent, essaie d'intégrer la bande des jeunes gens riches : soirées discothèques, musique (Elvis Presley, Demis Roussos), plage, canot à moteur, poursuite automobile, terreur sur un immigré turc allemand en Mercedes.
Amoureux à distance de Djeylane, il se voit Citizen Kane, un héros de légende solitaire, avec succès américain.
Il paraît surtout passif, attentiste, fragile.

### Hassan
Jeune homme du peuple, pauvre, cancrelat, il est ami de Halil (éboueur) qui le raccompagne parfois.
Il n'est guère motivé par l'étude, le lycée.
Il déçoit son père, qu'il méprise.
Il refuse de devenir apprenti, employé, coiffeur : pas un valet des riches.
Il rêve d'être entrepreneur (avec 7000 ouvriers).
Il est très religieux et pudique, refuse la plage : quand j'ai vu ces amas de chairs, j'ai pensé à nouveau au mal, au péché, au diable (p. 110).
Amoureux à distance de Nilgune (p. 54), il ne sait guère agir positivement : peignes, cahier, disque.
Il fréquente les jeunes fasciste, avec qui il récupère l'essentiel de l'argent soutiré aux commerçants (et aux particuliers éventuellement) (pour leur protection, et le financement du parti ou de ses dirigeants).
Ses maladresses l'amènent à provoquer et organiser le boycott musclé du quotidien Cumhuriyet, contre Nilgune et le marchand de journaux.
Il rêve de revolver et de mitrailler tous ces gens, plus encore, si les ouvriers de l'usine se mettent en grève.
Pourtant, il aide Métine quand il a des problèmes de nuit avec la voiture de Farouk.

## Réception critique
- 1984 Madaralı Roman Ödülü
- 1991 Prix de la découverte européenne (European Discovery Award)

Le lectorat francophone est plutôt discret (sur internet) sur cet ouvrage,,,.
Alors, doit-on espérer la mort de la vieille dame, détruire la maison du silence, bâtir à la place un grand immeuble à l'occidentale, et tirer un peu de profit de cette position dans cette petite ville portuaire, résidentielle, balnéaire, si proche d'Istanbul, comme prélude à davantage de bruit et de fureur ?